# Palmierii din Elche

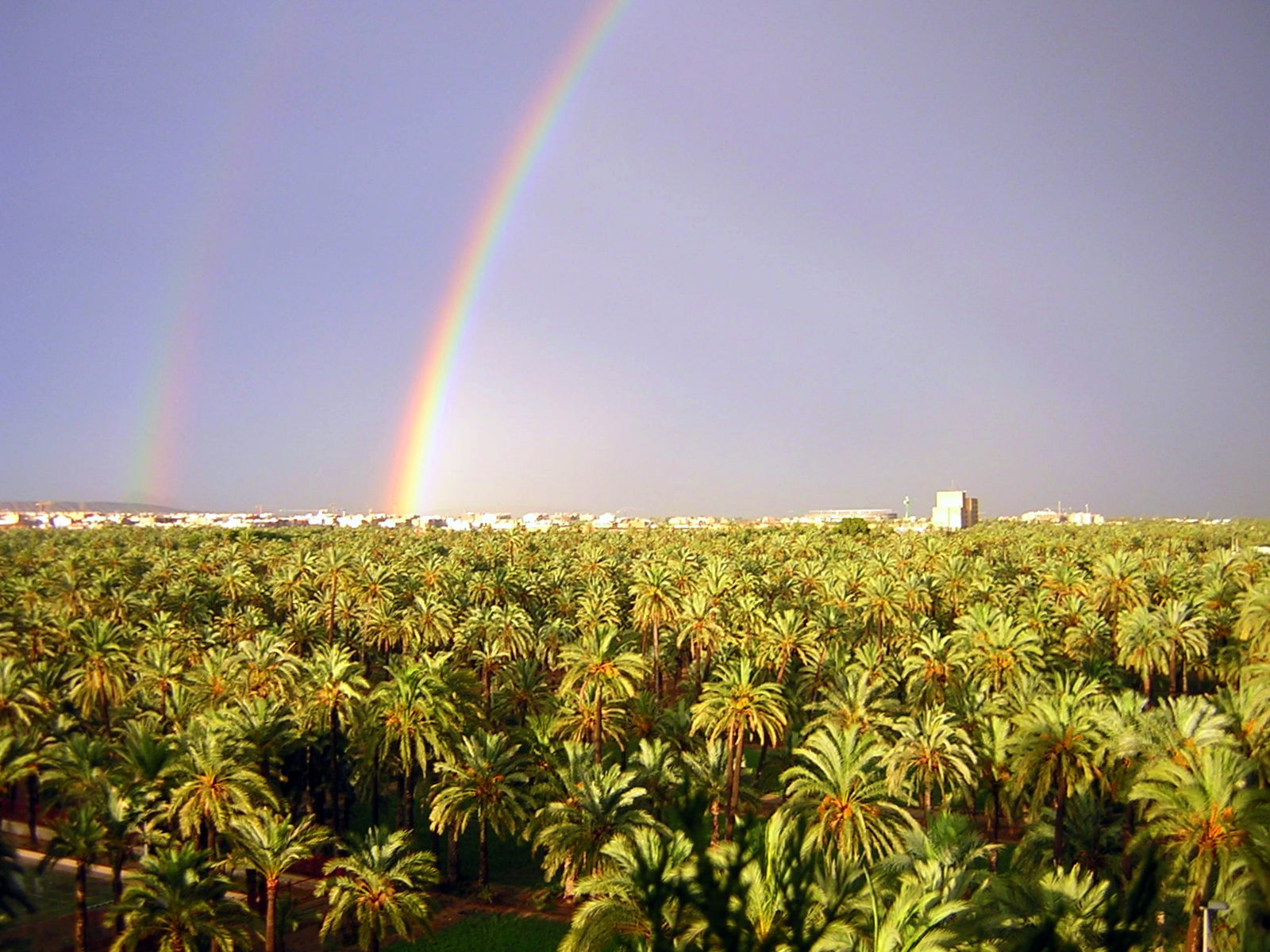

Palmierii din Elche reprezintă o mare întindere de palmieri în interiorul ariei urbane a orașului Elche din Spania. Este cea mai mare de acest gen din Europa și în lume este întrecută doar de câteva întinderi de palmieri din țările arabe. Plantația este protejată de UNESCO.
Palmierii din Elche sunt în număr de peste 200.000 de exemplare. Se crede că au fost plantați în secolul al V-lea de către locuitorii din Cartagina (oraș din vechime situat în Nordul Africii), care au venit în Elche pentru a găsi un loc unde să cultive palmieri. Romanii care au venit au știut să îi protejeze și apoi maurii au continuat să mai planteze, iar mai târziu s-a dat dat o serie de legi pentru a îi proteja și de atunci nu a încetat protecția și îngrijirea lor.
Grupurile cele mai cunoscute de palmieri sunt Parque Municipal, el Huerto de Abajo, el Huerto del Cura și el Huerto del Chocolatero.

## Galerie de imagini

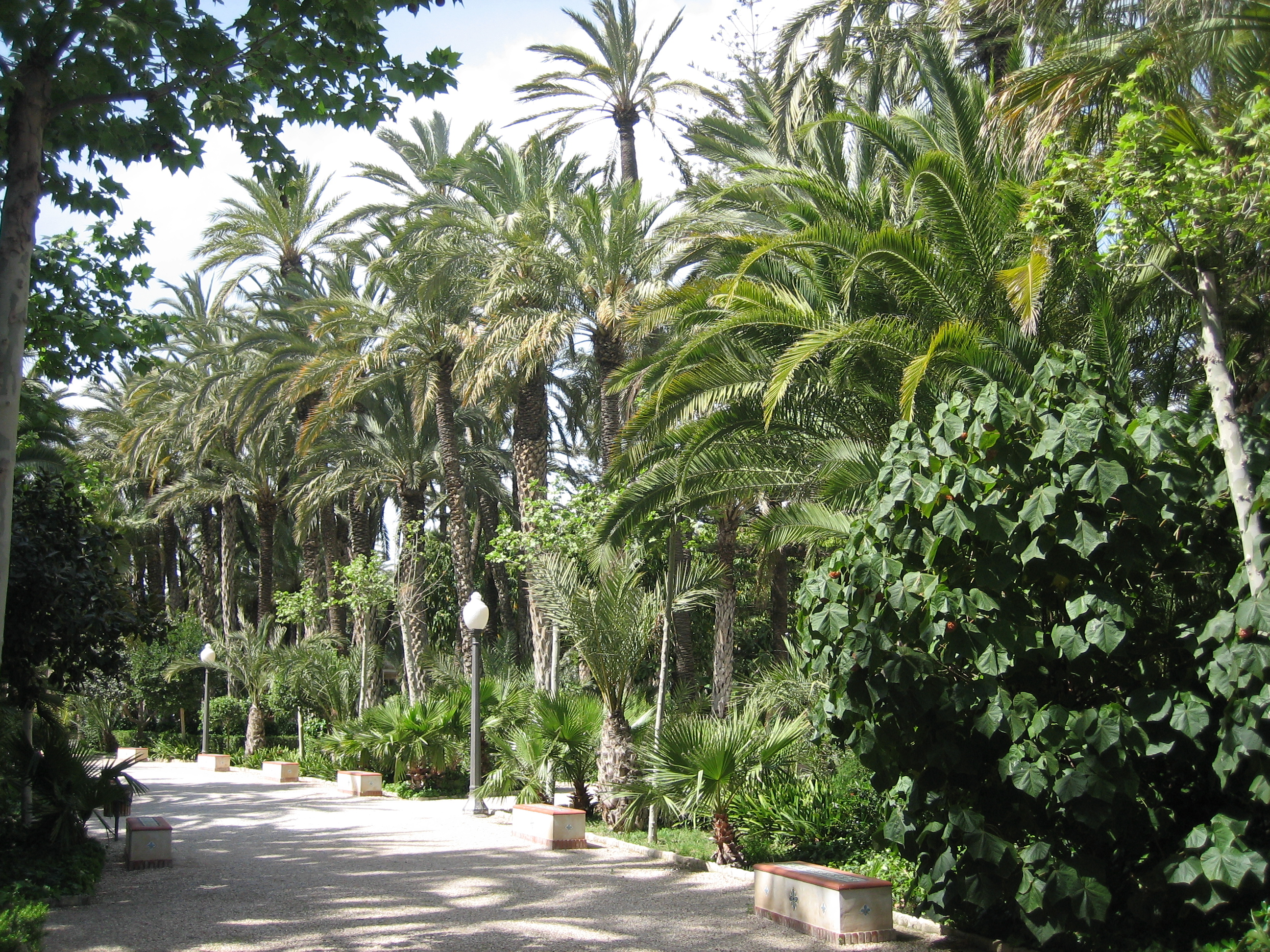
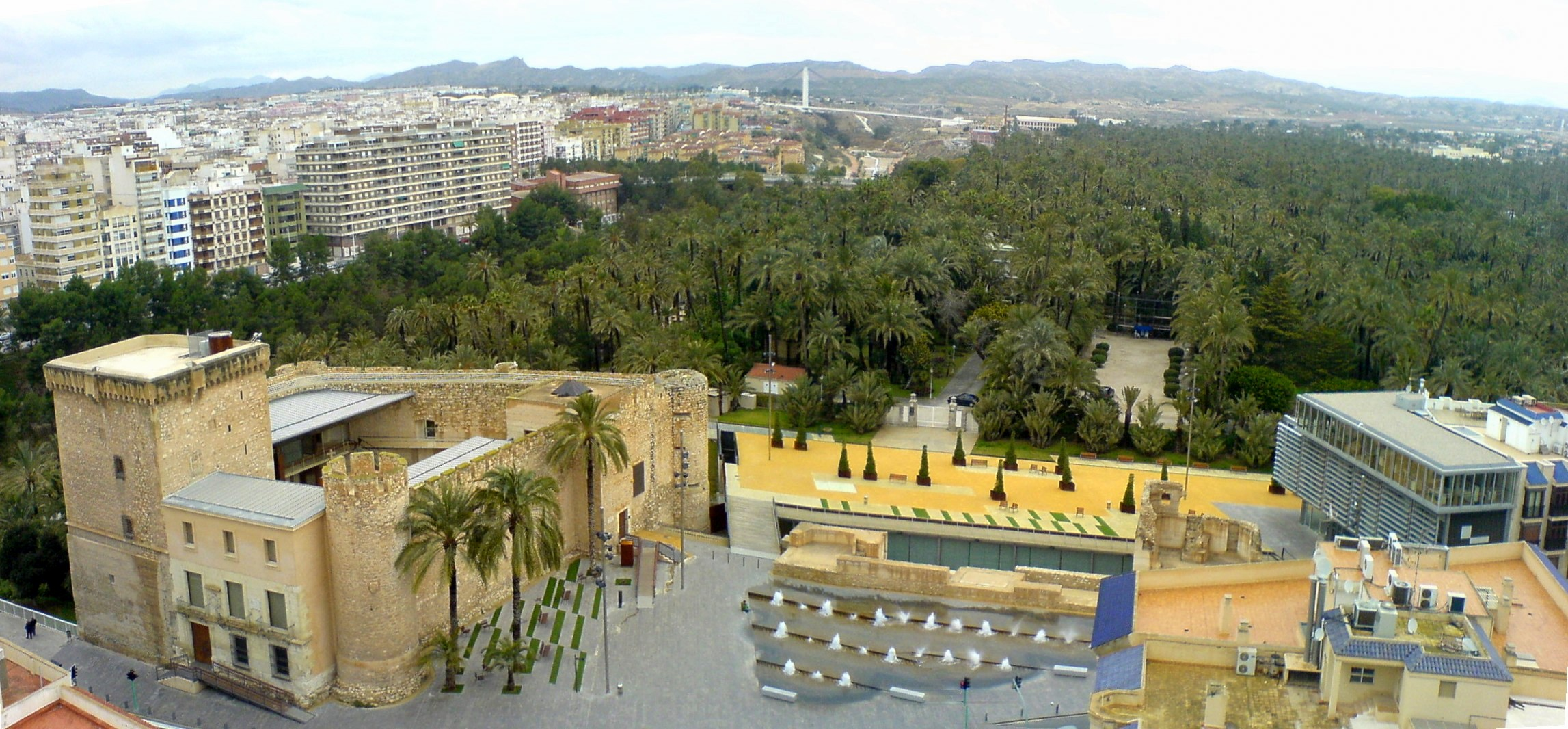
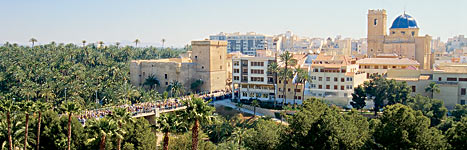
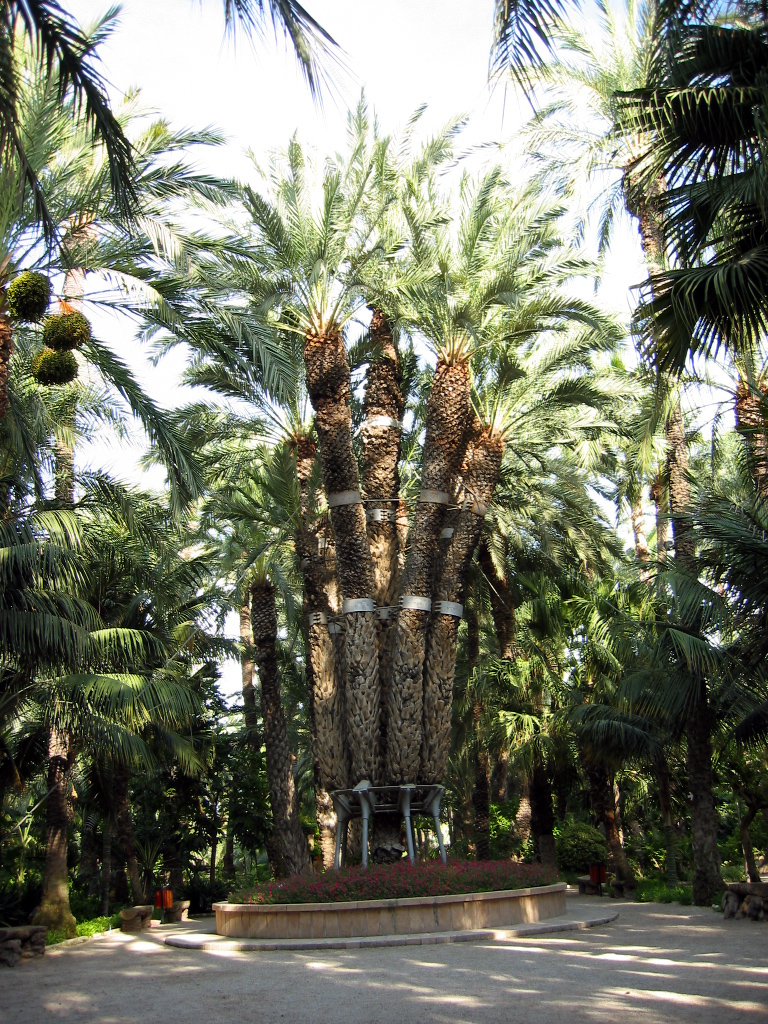